# 松平光永
松平 光永（まつだいら みつなが）は、江戸時代前期から中期にかけての大名。美濃国加納藩2代藩主。戸田松平家4代。官位は従五位下・長門守、丹波守。

## 略歴
初代藩主・松平光重の長男として誕生した。母は側室の栗山氏。幼名は幸松、孫四郎。
寛文8年（1668年）、光重の死去により家督を相続する。相続時、弟の戸田光正（文殊戸田家）と戸田光直（北方戸田家）にそれぞれ5000石を分知した。
宝永2年（1705年）没。跡を長男の光煕が継いだ。

## 人物
『土芥寇讎記』の評価では、光永は学（儒学や古典籍の教養）は無いが自然と仁義を備えており、心意は正しく、領民を愛し良い統治をしており家中・領民は豊かであり、「不学の道者」と賛している。

## 系譜
父母
- 松平光重（父）
- 栗山氏 ー 側室（母）

正室
- 松平典信の娘

側室
- 駒井氏
- 都筑氏
- 森田氏
- 垂井氏

子女
- 松平光煕（長男）生母は駒井氏（側室）
- 戸田光規[2]（三男）生母は都筑氏（側室）
- 堀直利正室、生母は正室
- 戸田冬房室、生母は垂井氏（側室）